# Wyrocznie sybillińskie
Wyrocznie sybillińskie – spisane w języku greckim żydowsko-chrześcijańskie księgi apokryficzne, inspirowane Księgami sybillińskimi. Zachowany do obecnych czasów zbiór został zredagowany w VI wieku i składa się z 4230 archaizowanych heksametrów, podzielonych na 14 (12) ksiąg.

## Historia
Zainspirowani rzymską literaturą sybillińską zhellenizowani Żydzi wprowadzili postać własnej Sybilli Sabejskiej. Miała być ona córką Noego i znać imię Boga. Korzystając z postaci własnej Sybilli aleksandryjscy Żydzi rozpoczęli w II wieku p.n.e. spisywanie na kanwie oryginalnych tekstów pogańskich własnych ksiąg sybillińskich, przeredagowanych w duchu monoteizmu.
W pierwszych wiekach naszej ery żydowskie księgi sybillińskie zostały przeredagowane przez autorów chrześcijańskich w duchu nowej wiary.

## Treść i datacja
Za najstarszą z ksiąg Wyroczni sybillińskich uchodzi żydowska księga 3, datowana na I wiek p.n.e.; zawiera apologię monoteizmu i proroctwa mesjańskie. Księgi 1 i 2 powstały prawdopodobnie na początku naszej ery jako księgi żydowskie, w obecnym kształcie zawierają jednak wstawione w II wieku interpolacje chrześcijańskie; ich treścią jest historia świata od stworzenia do przyszłego upadku Rzymu. 4 księga powstała około roku 80, księga 5 kilkadziesiąt lat później; zawierają one żydowskie poglądy na temat dziejów Rzymu i nie noszą śladów redakcji chrześcijańskiej.
W III wieku powstała księga 6, będąca zaledwie 28-wierszowym hymnem na cześć Chrystusa. Gnostycyzująca księga 7 pochodzi z II wieku. Księga 8, w znacznej części rękopisów zawierająca także księgi 9 i 10, pochodzi z końca II wieku i jest utworem w całości chrześcijańskim, opowiadającym o wcieleniu Jezusa. Księga 11 datowana jest na przełom er.
Trzy końcowe księgi są tekstami najpóźniejszymi; pierwsze dwie datowane są na wiek III, księga 14 na wiek IV lub nawet późniejszy okres.